# Dirty Old Town
"Dirty Old Town" is een nummer geschreven door Ewan MacColl in 1949. Het is vooral bekend geworden door latere uitvoeringen van The Dubliners en The Pogues.

## Achtergrond
De "dirty old town" ("vieze oude stad") waar het nummer over gaat is Salford in graafschap Lancashire, het gebied waar MacColl is geboren en getogen. Het was oorspronkelijk gecomponeerd als intermezzo in zijn toneelstuk Landscape with Chimneys uit 1949, dat zich afspeelt in een industriële stad in Noord-Engeland.
Dankzij de groeiende populariteit van folkmuziek werd het lied ook populair buiten het toneelstuk om en in 1952 bracht MacColl het op single uit. In veel opnames is de tekst iets aangepast om expliciete verwijzingen naar Salford te vervangen in meer algemene termen, zodat het lied een zo breed mogelijk publiek zou aanspreken.

## Versie van The Dubliners
De Ierse folkgroep The Dubliners bracht hun cover van het nummer uit in 1968 voor hun album Drinkin' and Courtin'. Het werd door Major Minor Records op single uitgebracht met "Peggy Gordon" als B-kant. Deze single bereikte de tiende plek in de Ierse hitlijst.

## Versie van The Pogues
In 1985 bracht de Britse punkrockband The Pogues hun tweede album Rum Sodomy & the Lash uit. Op dit album stond ook hun versie van "Dirty Old Town" en dit werd als derde single van het album uitgebracht. De single bereikte de 27e positie in Ierland en de 62e positie in het Verenigd Koninkrijk. Ondanks deze betrekkelijk lage positie wist de single in het Verenigd Koninkrijk uiteindelijk toch de zilveren status te bemachtigen.
Voetbalclub Salford City FC speelt het nummer wanneer het team aan het begin van de wedstrijd het veld op komt.

### NPO Radio 2 Top 2000
| Nummer met noteringen in de NPO Radio 2 Top 2000 | '23 | '24  |
| ------------------------------------------------ | --- | ---- |
| Dirty Old Town                                   | 899 | 1600 |

1. ↑  Een vetgedrukt getal geeft de hoogste notering aan.
2. ↑  2023 was het eerste jaar met een notering voor dit nummer.

## Overige coverversies
Het nummer is verder opgenomen door onder meer Alan Lomax, Chad & Jeremy, Roger Whittaker, Rod Stewart, The Long Ryders, The Specials, Paddy Reilly, Simple Minds, Frank Black en Black Rebel Motorcycle Club.